# Абад III
Абад III (арап. المعتمد بن عباد‎;‎; рођен 1040. године, умро 1095) је био маварски краљ у Севиљи из династије Абадида. Владао је од 1069. до 1091. године. На власт је дошао после свога оца Абада II. Абад III је био велики шпанско-арапски песник. Управљао је провинцијом Алгваре и владао је Гвадалкивиром. За време своје владавине уредио је град Севиљу. Био је заштитник и покровитељ муслиманских песника. Претрпео је пораз у борби са мароканским султаном, после чега је прогнан у Мароко где је и умро. Абад III је последњи владар из династије Абадида. Деда Абада III је Абад I - оснивач династије Абадида.

## Детињство
Када је имао 13 година, Ал-Му'тамидов отац му је дао титулу емира и именовао андалузијског арапског песника Ибн Амара за свог везира. Међутим, Ал-Му'тамид је пао под јак утицај Ибн Амара. Ал-Му'тамидов отац је био опрезан према Ибн Амару и утицају који је имао, па га је на крају послао у изгнанство.

## Владавина
Након смрти свог оца Абада II 1069. године, Ал-Му'тамид је наследио Севиљу као калифат. Један од његових првих чинова је био опозив Ибн Амара и одавање војних почасти и високих политичких функција, укључујући као гувернера Силвеса и премијера владе у Севиљи. Ово помирење би касније било прекорено из непознатих разлога.
Вероватније је да је узрок огорчености порастао из чињенице да је премијер дозволио да Ал-Му'тамидов син, принц ал-Расид, буде заробљен и држан као таоц током војне акције. Такође се прогласио емиром Мурсије, а да није правилно признао права свог суверена. Двојица мушкараца разменили су речи пуне горких критика и оптужби. Мурсија је касније изгубљен, а сам Ибн Аммар узет је као таоц. Последњи покушај завере са младим принцом против његовог оца показао се превеликим за ал-Му'тамида, који је "разбеснео и својим рукама га насмрт посекао". Након Ибн Амарове смрти, калиф је наводно горко туговао и да је свом бившем пријатељу приредио раскошну сахрану.
Велики делови Ал Андалуза били су под влашћу ал-Му'тамида: на западу његова територија је обухватала земљу између доњег Гвадалкивира и Гвадијане, плус области око Нијебле, Хуелве и Салтеса. На југу се простирала до Морона, Аркоса, Ронде, а такође и Алхесираса и Тарифе. Главни град Кордоба је заузет 1070. године, изгубљен 1075. и враћен 1078. године.
Ипак, породица је и даље била подложна опорезивању краља Кастиље, коме су били вазали. Одлив ових пореза је практично ослабио моћ краљевства: ал-Му'тамидова одлука да престане да плаћа ове порезе довела је до тога да краљ Алфонсо VI од Леона (који је већ освојио Толедо 1085) опседа Севиљу. Ал-Му'тамид је затражио помоћ од берберских Алморавида из Марока против кастиљанског краља. Ал-Му'тамид је подржао Алморавидског владара Јусуфа ибн Ташфина против Алфонса у бици код Саграјаса 1086. Алморавиди су се успоставили у Алхесирасу и, након што су победили хришћане, заузели су све исламске таифе, укључујући и саму Севиљу 1091. Након што су опустошили град, ал-Му'тамид је наредио својим синовима да предају краљевску тврђаву (рани Алказар у Севиљи ) како би спасили своје животе. Када му је његов син, Рашид, саветовао да не посећује Јусуфа ибн Ташфина, Ал-Му'тамид га је одбио:
Не желим да ме моји потомци жигоше као човека који је испоручио ал-Андалуса као плен неверницима. Мрзим да моје име буде проклето на свакој муслиманској проповедаоници. И са своје стране, радије бих био возач камила у Африци него свињар у Кастиљи.
Године 1091. Ал-Му'тамида су заробили Алморавиди и протерали у Агмат, Мароко, где је умро (или је убијен) 1095. године. Његов гроб се налази на периферији Агмата.